# Jauharabad
Jauharabad (Urdu جَوہرآباد) ist der Verwaltungssitz des Distrikts Khushab in der Provinz Punjab in Pakistan. Jauharabad wurde 1953 als Planstadt gegründet. Jauharabad ist nach Maulana Muhammad Ali Jauhar benannt, einer prominenten Persönlichkeit der pakistanischen Unabhängigkeitsbewegung. Zu den wichtigsten Orten in der Nähe von Jauharabad gehören die Salt Range im Norden und Khushab, der Fluss Jhelum und der Distrikt Mianwali im Westen.

## Geschichte
Jauharabad wurde 1953 im Rahmen eines Masterplans entwickelt. Aufgrund der geplanten Gestaltung mit offenen Flächen und breiten Alleen wurde der Hauptsitz des Distrikts Khushab von der Stadt Khushab nach Jauharabad verlegt. Jauharabad sollte noch vor Islamabad die Hauptstadt Pakistans werden. Jauharabad ist eine der wenigen geplanten städtischen Siedlungen in Pakistan (andere sind Faisalabad, Sargodha, Islamabad und Gwadar), die von Grund auf im Rahmen eines städtischen Masterplans entwickelt wurde. Der berühmte islamische Denker, Gelehrte und zum Islam konvertierte Jude Muhammad Asad (ehemals Leopold Weiss) – Autor mehrerer Bücher – hielt sich in den 1950er Jahren in Jauharabad auf.

## Bevölkerungsentwicklung
| Zensusjahr | Einwohnerzahl |
| ---------- | ------------- |
| 1972       | 14.681        |
| 1981       | 18.742        |
| 1998       | 40.175        |
| 2017       | 91.357        |

## Persönlichkeiten
- Muhammad Asad (1900–1992), islamischer Gelehrter, Diplomat und Korrespondent der Frankfurter Zeitung
- Sohail Warraich (* 1962), Journalist